# 峰一也
峰一也（みね かずや、別名:Mr.ミネック）（1950年 - 2017年4月6日）は、日本のAV監督。アートビデオ（アヴァ）の看板監督にして同社社長でもあった。

ドラマ作品を監督する場合に限り、篁りょう（たかむら りょう）の別名義を用いた時期もあった。

## 経歴
シネマジックと並ぶSM系アダルトビデオメーカーの老舗・アートビデオを1982年に設立。男優の黒田透（くろだ とおる、後のアートビデオ専属監督・夢流ZOU（むるぞう）とのコンビで、80年代には数多くのSMドラマ作品を世に送り出した。
その後、1988年に黒田透が男優を引退したため、1990年代以降の峰は作風をドキュメンタリー形式に一変、Mr.ミネックと名乗り（当時ブームだったマジシャンのMr.マリックをもじった名前で、マリック風の黒のサングラス等も着用）、監督兼男優として自ら作品に出演するハメ撮りにシフトするようになった。

## 人物像
- 山口県から上京後は池袋のキャバレーなどの呼び込みを業として行っていた。

- 峰和也名義でビニール本の撮影を行いながら、1983年にアートスタジオという音楽スタジオを経営した。

- 「峰和也」から「峰一也」へ変更し、アートビデオのホームページ[2]内で、株式会社アヴァの代表取締役 河村良雄であることを公表していた。

- SMビデオで自らが男優として活躍するだけではなく、アダルトビデオを生業とするまではプロのミュージシャンであった[3]。愛称はギターミネック。

- 作家で俳優の南伸坊も交友があり、「彼はすごい。アマチュア無線などをやっていてなんでも器用にこなす人だ。」と紹介されている[4]。

- 作品内に登場する大きなキャンピングカーはトラック無線が装備されており、長さが５ｍあるアンテナが装着されている[5]。

- 作品に登場するクルーザーは横浜に停泊されており、レンタルとして貸し出されていた。

- 2017年4月6日、肺癌により死去[6]。葬儀は関係者のみで執り行わられた。

## ミネック物
「ミネック物」と呼ばれる1990年代以降の峰のドキュメント作品の大半は、女性を緊縛し大人のおもちゃ等で何度もイカせるプレイがメインである。
ミネック物成立の時期は1990年頃で、これはAV界においてイカセ作品というジャンルが定着した2001年頃よりもかなり以前のことであった。そのため90年代には類似・競合作品がほとんど無かったことや、十数年もの長期にわたり、余り内容が変わらないある意味で安心感のある作品を毎月安定してリリースしていること、SM風でありながらも一般にも受け入れられやすいソフトな作風などにより、SMファンのみならず比較的幅広い層にも根強い人気を得た。

## 作品内容
峰監督の作品に有名女優が出演することは少なく、企画女優や素人、あるいは素人に扮した無名女優が出演することが多い。AV男優（サオ師）を起用することもほとんど無く、多くの場合撮影は女優と二人きり、もしくはごく少人数のスタッフのみで行い、インタビュー、縛りから本番まで演者的な仕事は全て峰自身が行う。
ほぼ全ての作品で麻縄による緊縛やろうそくプレイ、本番シーンがあり、浣腸プレイや野外プレイをすることも多い。ただし鞭は非常に稀にしか使用しない。イカセ作品の多くで見られる電気マッサージ器は全く使わず、黒色のバイブ（ターザン）を愛用している。スタジオ以外でのロケ・野外プレイも比較的多く、キャンピングカーやシティホテル、ラブホテル、SMホテル、時には廃車となったバスや野原に置かれたベッド、無人の工場・マンション、さらには高級温泉旅館やクルーザーでのプレイなど、撮影費用の掛かる作品も見受けられる。
近年では撮影中にビデオカメラ内蔵の専用サングラスを装着することも多く、それが彼のトレードマークともなっている。プレイをしながらスチル写真を頻繁に撮ることや、多くの男優・監督が女性をイカせようとする時に「イッてごらん」と言うのに対し、彼だけは「イカせてごらん」と表現することなども特徴的である。

## 代表作および人気女優出演作
- 相原優（北原多香子）「愛奴飼育調教」
- 秋山みほ「美麗奴マゾ倶楽部2」（他出演：浅香ゆり）
- 浅井理恵「セクシーマスペット」
- 麻田めぐみ（嶋田えりか）「快感あやつり人形」「悦楽の愛奴・Megumi」
- 天海いずみ（天海ゆう）「桃尻美肉愛奴」、「美令奴マゾ倶楽部」（他出演:桜あつこ）
- 亜理沙「隷奴・亜理沙」「阿修羅」
- 有坂藍「ブッ飛び18才素人娘」
- 飯島恋（上野まなみ）「完熟ボディ淫ら腰」、上野まなみ名義「マゾ妻・美麗奴」
- 池上ゆみか（池上優美香、紺野沙織）「愛奴・秘淫遊戯」、池上優美香名義「濡れ尻娘聖水パニック」
- 石田理絵「魅せられて」
- 和泉可憐（和泉カレン）「爆裂巨乳マゾ」
- 一色麗矢「美麗奴M倶楽部」「令嬢蟻地獄」
- 大石もえ「愛奴生肉人形」
- 大塚咲「極上生肉愛奴」「極上生肉愛奴2」
- 奥菜つばさ「極上巨乳愛奴」
- 加賀恵子「愛虐奴隷」「肉の華」
- 加藤玲子（小沼薫）「山の手の令嬢美麗奴」
- 菊地美穂（篠原真女）「巨乳美麗奴」
- 木下裕子（水樹ありさ、工藤リエ）「横浜箱入り淫乱娘」「横浜箱入り淫乱娘2」「横浜箱入り淫乱花嫁様」「横浜箱入り淫乱若奥様」
- 桐島恵（中川えり子）「愛奴恵・K」
- クミコ・グレース「麗奴クミコ」、「撮り下ろし絶頂絶命」（他出演：桐島れい）
- 木村由香「マゾ妻淫ら調教」「素人マゾ妻淫ら狂い」「マゾ妻淫ら裂き完結編」
- 小泉ケイ「美畜4」「獣奇コレクター6」
- 後藤美奈子（中野美奈子）「麗奴・美奈子」「続 麗奴・美奈子」、（以下中野美奈子名義）「妖美姫・美奈子」「妖美姫・美奈子・完結編」
- 酒井ちなみ（紫葵）「極上熟マゾ愛奴」「超乳熟マゾ愛奴」
- 桜井明日香「令嬢マゾ愛奴」「続・令嬢マゾ愛奴」
- 桜井えりか「生肉愛奴・えりか」
- 沢口久美子「令嬢･美麗奴」「浣腸美麗奴」
- 島崎梨乃「不感症治療」「肉獣の宴」「恥肉炎上」
- 白川麻希「脳内マゾ感染」「脳内マゾ感染・全身転移」
- 平良ゆう（上原千夏）「生肉愛奴・ゆう」
- つかもと友希（牧本千幸）「美女マゾ愛奴・友希」「極上マゾ生肉愛奴」「極上美女マゾ・友希」
- 仲野千夏（中野千夏）・奥菜つばさ「猥褻巨乳美女マゾ」
- 長山紀子（長山典子）「セクシーマスペット3」
- 早川まゆみ「修羅奴隷」
- 早川睦美「蜜肉の罠3 恥虐の美女」
- 藤谷京子「京都から来た人妻美麗奴」「続・京都から来た人妻美麗奴」
- 藤森かおり「生肉愛奴かおり」
- 星月まゆら「美尻アナリスト・まゆら」
- 星野彩香（星野あやか、星野綾香）「淫乳美麗奴」、星野あやか名義「実録・愛奴調教」
- 水樹ありさ（木下裕子、工藤リエ）「セクシーマスペット2」「麗奴・亜理沙」
- 美保純子「獣奇コレクター2」
- 本樹憂真（清原京子）「生肉愛奴・憂真」、(篁りょう名義での監督作品)「姦緊Mコレクターファイル2 女医・玲子」
- 森下理音「M女神自我崩壊」「M女王愛奴調教」
- 八萩純（岩下あきら）「セクシーデビルズ4」「麗奴・魔純」「麗奴・魔純 極秘調教編」
- 山下久美子（柏木えり）「美乳愛奴・久美子」
- 山口玲子（新田利恵）「乳吹き巨乳マゾ」
- 結城綾音「巨乳真性マゾ」
- ゆうきりり「超乳マゾ愛奴」「極上美女マゾ」「極上マゾゆうきりり」
- 結城れい子「魔性淫刻」

## 関連人物
- 黒田透（夢流ZOU）（元男優。後に夢流ZOUに改名しアートビデオで監督）
- ミネックJr.（弟子。アートビデオ監督）
- 斉藤茂介（80年代の作品で主にカメラ担当。後にアートビデオで監督作品多数）
- 濡木痴夢男（緊縛師、アートビデオ初期作品で緊縛担当）